# Delta III
Delta III була одноразовою ракетою-носієм виробництва McDonnell Douglas (пізніше придбана Boeing). Автомобіль був розроблений на основі дуже успішного Delta II, щоб допомогти задовольнити попит на запуск більших супутників. Перший запуск Delta III відбувся 26 серпня 1998 року. З трьох його польотів перші два виявилися невдалими, а третій, хоч і був визнаний успішним, досяг нижньої межі цільової орбіти й перевозив лише макет (інертного) корисного вантажу. Delta III могла доставити до 3,810 кг на геостаціонарну пересадкову орбіту, вдвічі більше корисного навантаження, ніж його попередник Delta II. Згідно з чотиризначною системою позначення ранніх ракет Delta, Delta III класифікується як Delta 8930.

## Історія
Через постійне зростання розмірів і маси комерційних супутників наприкінці 1980-х років компанія McDonnell Douglas усвідомила потребу в ракеті з вищими характеристиками, ніж навіть їхня нова Delta II. Нові пропозиції супутникового автобуса від Hughes вимагали ракети-носія з обтічником корисного вантажу діаметром 4 метри, а також здатності відправляти 3,5 тонни корисного вантажу на геостаціонарну пересадкову орбіту – жодного з них Delta II не пропонувала.
Наприкінці 1980-х і на початку 1990-х років розглядалися численні варіанти розробки Delta II для підтримки більших корисних навантажень, а саме використання високопродуктивних верхніх ступенів рідкого водню та рідкого кисню. Зрештою, Delta III була оголошена в 1995 році, маючи удосконалений перший ступінь Delta II і другий ступінь на основі японської ракети H-II. Це призвело до того, що розмір Delta III був подібним до Delta II, що означає, що існуючу інфраструктуру Delta II на SLC-17B можна використовувати після деяких модифікацій. Незабаром після оголошення Hughes розмістив замовлення на 13 запусків Delta III.

## Опис
Delta III була розроблена на основі ракети Delta II. Новий автомобіль мав модифікований перший ступінь і новий, більш ефективний верхній ступінь. Це призвело до того, що Delta III має приблизно вдвічі більшу вантажопідйомність Delta II. Однак послідовні невдачі початкових Delta III у поєднанні з більш просунутою програмою Delta IV і постійним успіхом Delta II залишили Delta III як проміжний транспортний засіб.

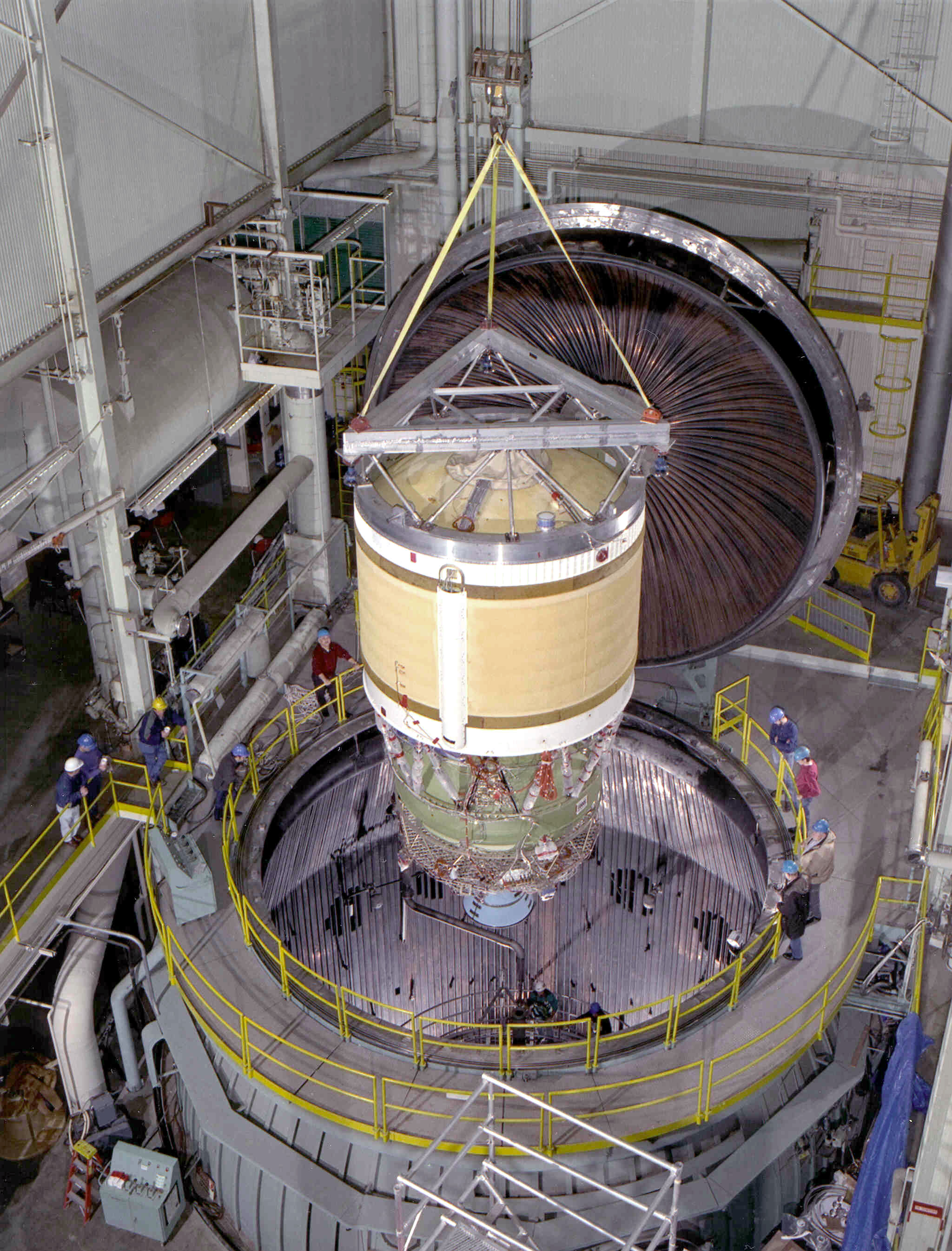
Верхній ступінь Delta III DCSS проходить випробування на станції Plum Brook Field у січні 1998 року

Як і Delta II, перший ступінь Delta III використовував гас і рідкий кисень і оснащувався одним основним двигуном Rocketdyne RS-27A з двома ноніусними двигунами для контролю крену. Ноніусні двигуни також використовувалися для контролю положення після вимкнення головного двигуна, безпосередньо перед відокремленням другого ступеня. У той час як паливне навантаження і повна маса ступеня були майже ідентичними Delta II, діаметр бака з гасом було збільшено з 2,4 метрів до 4 метрів, а його висота була зменшена. Бак з рідким киснем і частина двигуна практично не змінилися. Перероблений резервуар для гасу зменшив загальну довжину ступеня і, у поєднанні зі збільшеною висотою другого ступеня, дозволив Delta III використовувати ті ж засоби запуску, що й Delta II, лише з незначними модифікаціями.
Другий ступінь Delta III був нещодавно розробленим Delta Cryogenic Second Stage (DCSS), який спалював рідкий водень і рідкий кисень. Він був розроблений і виготовлений частково компанією Mitsubishi Heavy Industries і базувався на другому ступені ракети H-II JAXA. JAXA відповідала за попередній дизайн і розробку нових технологій для верхнього ступеня H-II (і DCSS, з якого він буде взятий), в якому приватний сектор має обмежені повноваження, тоді як Mitsubishi Heavy Industries відповідала за виробництво. Бак для рідкого водню був 4 м (13 футів) метрів у діаметрі, тоді як окремий резервуар для рідкого кисню (прикріплений фермою до дна резервуара для водню) мав близько 3 м (9,8 футів) метрів у діаметрі. Цей ступінь мав значно кращі характеристики, ніж другий ступінь Delta II, Delta-K, який спалював гіперголічне паливо. DCSS оснащувався двигуном Pratt & Whitney RL10B-2, утвореним на основі двигуна RL10, що живить верхній ступінь Centaur, але з електромеханічними приводами для керування карданним підвісом і подовжувальною насадкою для збільшення питомого імпульсу. Після виходу з експлуатації Delta III цю конструкцію сцени було змінено для використання як другої ступені Delta IV.